# Факултет савремених уметности Универзитета Привредна академија
Факултет савремених уметности (скраћено ФСУ), некадашња Академија лепих уметности и мултимедија, факултет је сценских и примењених уметности са седиштем у Београду у склопу Универзитета Привредна академија. Оснивач Факултета савремених уметности је ITS – Висока школа струковних студија за информационе технологије. Министарство просвете, науке и технолошког развоја Републике Србије издало је решење о акредитацији Факултету савремених уметности.
У току развојног пута, дугог више од двадесет година, постигнуто је да се ова установа високо позиционира међу слично профилисаним приватним образовним установама у Републици Србији. Установа је и покретач културног догађаја „Дани лепих уметности и мултимедија”. Студенти ФСУ-а учествују на манифестацијама као што је Стеријино позорје, које је установљено још 1956. године и одржава се сваке године у Новом Саду, или Међународни филмски фестивал – ФЕСТ.

## О школи
Наставни план и програм акредитованих студијских програма Факултета савремених уметности конципиран је са тежиштем на ускостручним предметима који су у директној вези са образовним профилом уметника и продуцената у уметности. У наставни план и програм уведени су и предмети који прате развој савремених информационих технологија, савремене уметничке праксе, као и већи број изборних предмета. Декан факултета је Драган Ћаловић, руководилац департмана драмских уметности Тадија Милетић, руководилац департмана визуелних уметности Ђорђе Станојевић а руководилац департмана менаџмент уметничке продукције и медија Петар Станојловић. На Факултету предају професори као што су Вида Огњеновић, Небојша Дугалић, Милош Ђорђевић, Слободан Бештић и други.

## Програм основних студија
Настава на Факултету савремених уметности заснована је на принципу активног учења и индивидуалног приступа сваком студенту у односу на његов таленат, сензибилитет, отвореност, темперамент и интересовања. Настава из уметничких предмета поред тога подразумева и честе посете изложбама и музејима, а заинтересовани студенти могу учествовати и у програму стручне праксе. Студенти имају могућност представљања свог рада у установама културе у виду ликовних изложби, представа, итд., као и рада на реализацији истих уколико факултет то организује.
Основне студије Факултета савремених уметности имају четири смера:
- Ликовне уметности - успешним завршетком овог студијског програма стиче се академски назив дипломирани ликовни уметник
- Дизајн - успешним завршетком овог студијског програма стичу се академски називи: дизајнер ентеријера или графички дизајнер
- Драмске уметности – Глума - успешним завршетком студијског програма стиче се академски назив драмски и аудио-визуелни уметник
- Менаџмент уметничке продукције и медија - успешним завршетком програма стиче се академски назив: дипломирани менаџер уметничке продукције и медија

Мастер академске студије имају два смера:
- Ликовне уметности – Сликарство
- Драмске уметности – Глума

Докторске академске студије имају два смера:
- Ликовне уметности
- Драмске уметности

У оквиру сваког предмета дефинисане су предиспитне обавезе са бројем поена које носе и завршни испит на који студент обавезно мора да изађе.
Предиспитне обавезе подразумевају присуство на настави, активност на часу, преглед радова, самостални рад, семинарски рад, колоквијум, тест и друго; могу носити најмање 30, а највише 70 поена. Услов за излазак на завршни испит јесу испуњене предиспитне обавезе. Максималан број поена које студент може освојити на предиспитним обавезама и завршном испиту јесте 100 поена, што одговара оцени 10.

## Сертификати
Поред академске дипломе, студенти имају могућност да полажу испите за неки од Adobe и Autodesk сертификата. Док је био део образовног система ЛИНК group, ФСУ је био партнер са водећим софтверским компанијама у области дизајна, мултимедије и моделовања, Adobe Systemom и Autodeskom.
Adobe сертификација – ACA (Adobe Certified Associate)
- Visual Communication (Adobe Photoshop)
- Web Authoring (Adobe Dreamweaver)
- Video Communication (Adobe Premiere)
- Graphic Design & Illustration (Adobe Illustrator)
- Print & Digital Media Publication (Adobe InDesign)

Autodesk сертификација
- AutoCAD Certified User/Professional
- Autodesk 3ds Max Certified User/Professional